# Talar cesarski
Talar cesarski – talar austriacki bity wg menniczej stopy konwencyjnej z 1753 r.